# Bregovi
Bregovi (szerbül: Брегови), település Szerbiában, a Raškai körzet Tutini községében.

## Népesség
- 1948-ban 58 lakosa volt.
- 1953-ban 65 lakosa volt.
- 1961-ben 78 lakosa volt.
- 1971-ben 58 lakosa volt.
- 1981-ben 57 lakosa volt.
- 1991-ben 60 lakosa volt.
- 2002-ben 57 lakosa volt, akik mindannyian bosnyákok.